# Lenzburg
Lenzburg (gsw. Länzbrg) – gmina miejska w północnej Szwajcarii, w kantonie Argowia, w okręgu Lenzburg, położona nad rzeką Aabach, nieopodal jej ujścia do rzeki Aare. 31 grudnia 2016 roku gmina liczyła 9 505 mieszkańców.
Przeważająca część mieszkańców (78,0%) jest niemieckojęzyczna.
W mieście znajduje się średniowieczny zamek, którego najstarsza część pochodzi z XI wieku. Od 1306 roku Lenzburg posiada prawa miejskie.
Przez miasto przebiega autostrada A1.